# 저지 장벽

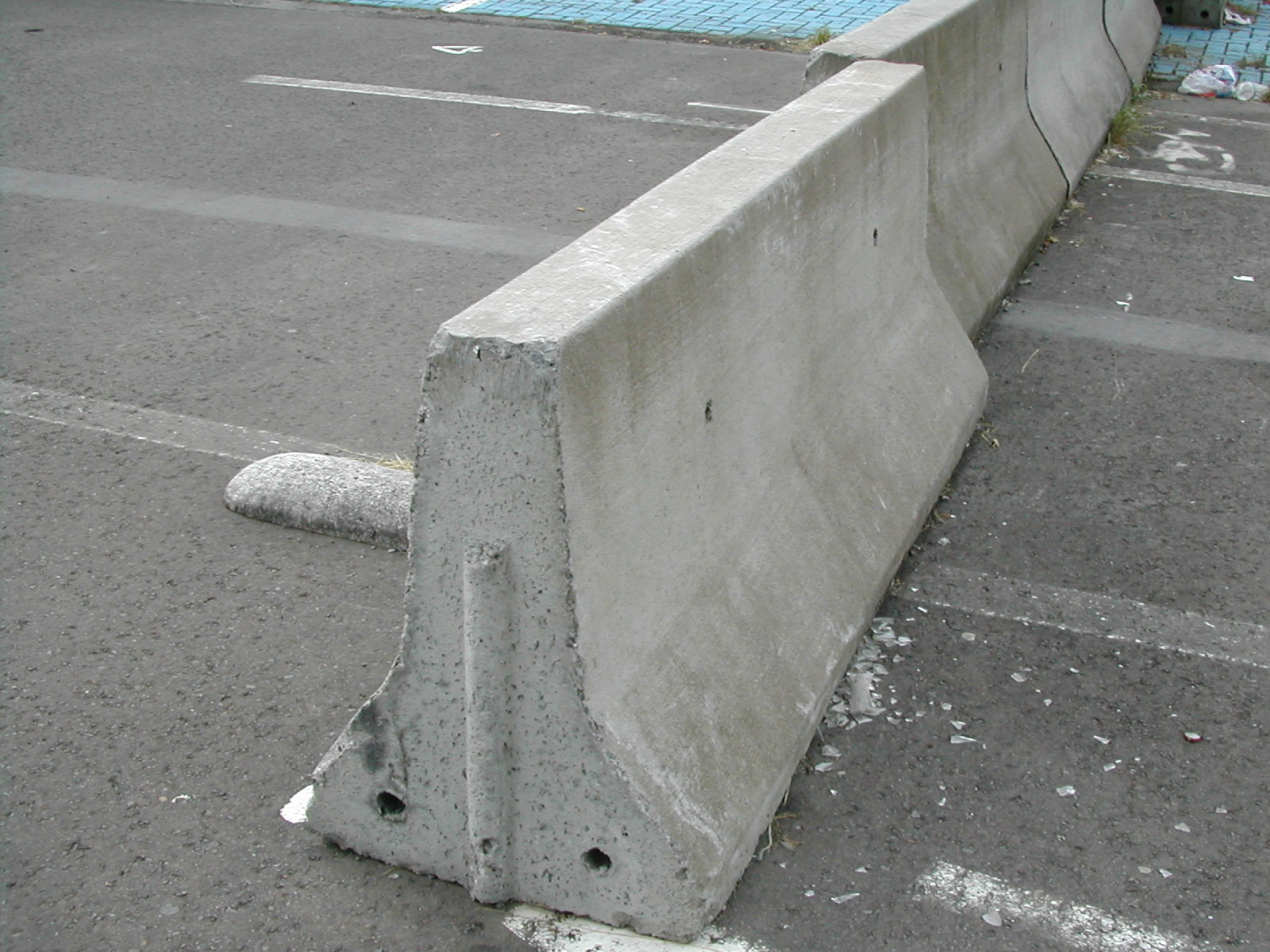
도로의 저지 장벽

저지 장벽(Jersey barrier, 저지 배리어), 저지 벽(Jersey wall, 저지 월) 또는 저지 범프(Jersey bump)는 교통 차선을 분리하는 데 사용되는 모듈식 콘크리트 또는 플라스틱 장벽이다. 이는 우발적인 접촉 시 차량 손상을 최소화하는 동시에 차량이 교차하여 정면 충돌 가능성을 방지하도록 설계되었다. 저지 장벽은 고속도로 건설 중에 교통 경로를 변경하고 보행자와 작업자를 보호하는 데에도 사용된다. 이 이름은 1950년대 고속도로 차선 사이의 분리막으로 장벽을 처음 사용하기 시작한 미국 뉴저지주의 이름을 따서 명명되었다.
이 장벽은 1940년대 중반에 처음으로 콘크리트 중앙분리대 장벽을 사용하기 시작한 임시 콘크리트 교통 장벽에 대한 캘리포니아 교통부 사양에 규정된 용어인 K-레일로도 알려져 있다.
시간이 지남에 따라 다양한 변형이 만들어졌다. 온타리오 톨 월(Ontario Tall Wall)과 같은 더 높은 변형은 차량 정지에 더 효과적인 것으로 입증되었으며 대부분의 다가오는 헤드라이트를 차단하는 추가 이점이 있었다. 플라스틱 물이 채워진 장벽을 포함하여 더 많은 모듈형 변형이 만들어졌다.

## 같이 보기
- 중앙분리대
- 볼라드
- 트래픽 배리어